# 堀直吉
堀 直吉（ほり なおよし）は、越後安田藩（村松藩）の第2代藩主。直寄系支流堀家2代。

## 経歴
寛永14年（1637年）4月16日、初代藩主・堀直時の次男として生まれる。寛永20年（1643年）、父の死去により家督を継ぎ、同年4月から寛永21年（1644年）5月1日まで村上城在番を務めた。同年5月、領地替えで村松へ移り、村松藩主となる。
延宝2年（1674年）10月25日に死去。享年37。跡を次男の直利が継いだ。

## 系譜
父母
- 堀直時（父）

正室
- 堀直次の娘

子女
- 堀直利（次男）生母は正室
- 堀直明（三男）
- 片岡利雄（四男）